# Sindhi
Sindhi är ett indoariskt språk som talas i den pakistanska provinsen Sindh och i Indien. Språket är officiellt erkänt i båda länderna.
Det talas av 35 miljoner människor i Pakistan och en dryg miljon människor i Indien, många av dessa på halvön Kutch. I Pakistan skrivs sindhi med en skrift baserad på det arabiska alfabetet (modifierat med diakritiska tecken) och i Indien med devanagari, det alfabet som bland annat används i hindi.

## Fonologi
Sindhi har en rik uppsättning språkljud, med 46 konsonantfonem och 10 vokalfonem.

### Konsonanter
|               | Bilabial | Bilabial | Labiodental | Labiodental | Dental | Dental | Alveolar | Alveolar | Post- alveolar | Post- alveolar | Palatal | Palatal | Velar | Velar | Glottal | Glottal |
| ------------- | -------- | -------- | ----------- | ----------- | ------ | ------ | -------- | -------- | -------------- | -------------- | ------- | ------- | ----- | ----- | ------- | ------- |
| Klusiler      | p h      | b ɦ      |             |             | t h    | d ɦ    |          |          | ʈ h            | ɖ ɦ            |         |         | k h   | g ɦ   |         |         |
| implosivor    |          | ɓ        |             |             |        |        |          | ɗ        |                |                |         | ʄ       |       | ɠ     |         |         |
| Affrikator    |          |          |             |             |        |        |          |          |                |                | c h     | ɟ ɦ     |       |       |         |         |
| Nasaler       | m ɦ      | m ɦ      |             |             |        |        | n ɦ      | n ɦ      | ɳ ɦ            | ɳ ɦ            | ɲ       | ɲ       | ŋ     | ŋ     |         |         |
| Frikativor    |          |          | f           |             |        |        | s        | z        | ʂ              |                |         |         | x     | ɣ     | h       |         |
| Flappar       |          |          |             |             |        |        | r        | r        | ɽ ɦ            | ɽ ɦ            |         |         |       |       |         |         |
| Approximanter |          |          | ʋ           | ʋ           |        |        |          |          |                |                | j       | j       |       |       |         |         |
| Lateraler     |          |          |             |             | l ɦ    | l ɦ    |          |          |                |                |         |         |       |       |         |         |

Kommentarer:
- Fonemet /r/ uttalas vanligen som en alveolar flapp, [ɾ], men kan ibland påminna om en tremulant.
- Affrikatorna /c, ch, ɟ, ɟɦ/ uttalas med en för affrikator relativt snabb release, och därför har motsvarande klusilsymboler använts för dem.
- Fonemet /ʋ/ har fri variation mellan allofonerna [w] och [ʋ].

## Språkhistoria
Sindhi härstammar via prakrit från sanskrit. I vissa hänseenden är sindhi ålderdomligare än övriga nyindiska språk och har bibehållit vissa prakritiska böjningsformer, men har i ordförrådet genom lån rönt starkt inflytande av iranska och arabiska.

## Dialekter
Det är starkt splittrat i dialekter (minst åtta kan särskiljas), varav kachi bildar övergång till gujarati; nordliga dialekter övergår i kashmiri, punjabi och så vidare. Huvuddialekterna är
- lari i Sindhs deltaområde;
- siraiki eller högsindhi norr om Hyderabad;
- thareli i öknen Thar.

## Språkgrannar
I nära sammanhang med sindhi står lahnda (lahinda, "västlig"), även kallat lahnde-di-boli ("västerns språk"), som talas i pakistanska Punjab. Det övergår i öster till punjabi, i söder i siraiki, i väster i iranska pashto (afghanska). Det går också, såsom räknat till punjabi, under namn av västra punjabi eller jathki och kallas även hindko (i äldre skrifter uchchi).